# Auskofferung

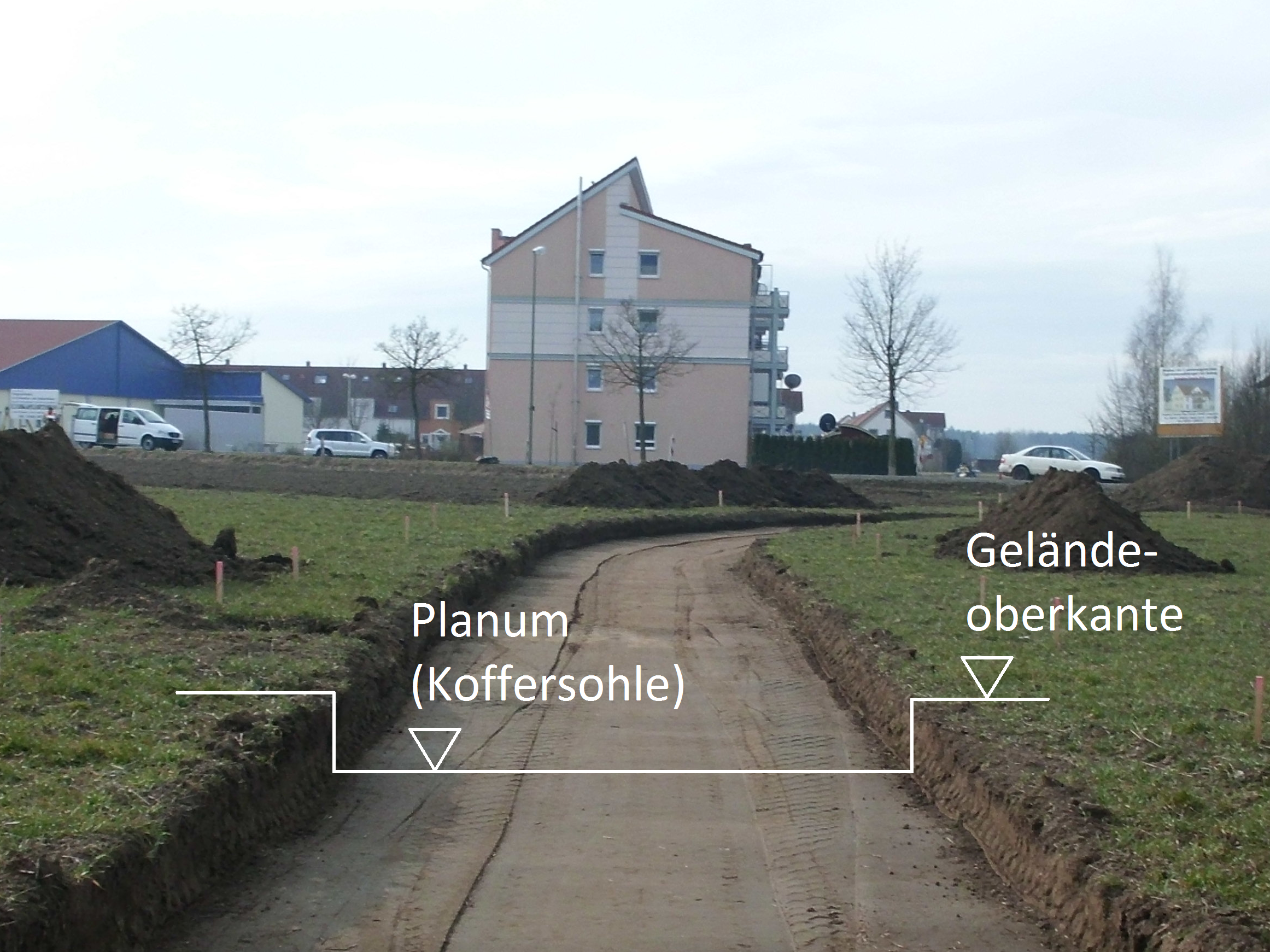
Auskofferung mit einer Tiefe von rund 40 cm für einen Geh- und Radweg

Der Begriff Auskofferung wird im Erdbau verwendet und bezeichnet dort den linien- oder flächenartigen Aushub von Boden bis zu einer bestimmten Tiefe (auch Koffersohle genannt). 

## Anwendung
Auskofferungen kommen in erster Linie beim Bau von Landverkehrswegen zur Anwendung. Für die Herstellung eines dauerhaften und tragfähigen Fahrwegs (also einer Straße oder eines Bahngleises) muss zuerst der anstehende Erdboden (in der Regel mit Hilfe eines Baggers) ausgekoffert werden. In den durch die Auskofferung entstandenen Raum wird anschließend (sofern nicht noch ein Unterbau aufgeschüttet wird) eine ungebundene Tragschicht (auch Koffer genannt) eingebaut. Dabei handelt es sich um eine tragfähige und kapillarbrechende Gesteinslage aus nichtbindiger Gesteinskörnung (wie beispielsweise Kies oder Schotter). Darauf wiederum folgt dann der Einbau des eigentlichen Straßenbelages oder des Gleises.
Der Fachbegriff „Auskofferung“ wurde zunächst nur im Zusammenhang mit dem Erdbau für Straßen und Bahngleise verwendet. Mit der Zeit übernahm man diesen Begriff allerdings auch für andere Aushubarten (beispielsweise für ein Fundament oder ein Tiefgeschoss) obwohl es sich dabei fachsprachlich gesehen um eine Baugrube handelt und anschließend kein Koffer eingebaut wird. Ähnlich verhält es sich bei der Bodensanierung. Der dort erforderliche Aushub von Altlasten wird landläufig auch als „Auskofferung“ bezeichnet.

## Quelle
- Gesellschaft für deutsche Sprache: Muttersprache, Heft 5, Jahrgang 1952, Heliand-Verlag Lüneburg, Seite 310 ff.